# Tolypeutes
Genre
Tolypeutes est un genre de tatous au sein de la sous-famille des Tolypeutinae. Ils sont appelés les Tatous à trois bandes.

## Répartition
Tolypeutes ne se trouve qu'au Brésil, en Bolivie, au Paraguay et en Argentine.

## Liste des espèces
Selon Mammal Species of the World (version 3, 2005)  (26 févr. 2012), NCBI (26 févr. 2012) et ITIS (26 févr. 2012):
- Tolypeutes matacus (Desmarest, 1804) - Tatou à trois bandes du Sud
- Tolypeutes tricinctus (Linnaeus, 1758) - Tatou à trois bandes du Brésil